# Malý Ljachovský ostrov
Malý Ljachovský ostrov (rusky Малый Ляховский) je neobydlený ostrov v Moři Laptěvů, druhý největší ostrov skupiny Ljachovské ostrovy (součást Novosibiřských ostrovů). Patří k ruské republice Sacha.

## Geografie
Malý Ljachovský ostrov leží 14 km severně od Velkého Ljachovského ostrova, odděleny jsou průlivem Eterikan. Na sever od ostrova se nachází ostrov Kotělnyj, který je největším z Novosibiřských ostrovů. 118 km západně od ostrova je Sloupový ostrov.
Ostrov je dlouhý asi 42 km, široký 28 km a má rozlohu 1325 km². Povrch ostrova je rovný, nejvyšší bod má jen 33 m n. m. Je zde jezero Tinkir-Kuele a asi 10 řek.

## Vegetace
Ostrov je pokryt travami typickými pro severskou tundru. Roste zde nízká tráva, nálety, mokřady, mechy, lišejníky a játrovky.
Půda je zde vlhká, jemnozrnná a humózní.

## Historie
Malý Ljachovský ostrov byl objeven v roce 1710 Jakovem Permjakovem a prozkoumán v roce 1712 Merkurijem Vaginem. Kozáci Permjakov a Vagin byli zabiti svými vzbouřenými podřízenými, Permjakovova mrtvola byla spálena a není známo, co se stalo s jeho popelem.
Ostrov byl pojmenován na počest jakutského obchodníka Ivana Ljachova, který se zde v letech 1770–1775 zabýval sběrem mamutích klů a kostí.
Malý Ljachovský ostrov je spojen i s českým cestovatelem a dobrodruhem Janem Eskymo Welzlem, který zde na konci 19. století žil společně s lovci lišek. Welzl přebýval v jakési jeskyni nebo zemljance, kterou si postupně zařizoval. Živil se hlavně lovem a obchodem. Vybudoval si na ostrově vlastní obchodní společnost a dařilo se mu celkem dobře.

## Maloljachovský mamut
V roce 2012 byl na Malém Ljachovském ostrově nalezen maloljachovský mamut s nemrznoucí krví. Nález pochází z doby asi před 10 000 až 15 000 lety. Podle zubů se podařilo určit, že mamut skonal ve věku mezi 50 a 60 lety. Trup a další části těla mamuta byly od sebe odděleny, zřejmě nějakou šelmou. Jde o nález nejlépe zachovaných tkání mamuta za celou éru paleontologie.